# 潭阳站
潭陽站（：／ Damyang yeok */?）曾經为韩国铁路光州线上的一座鐵路站，位于全罗南道潭陽郡潭陽邑，已于1944年废止。

## 历史
- 1928年1月1日，落成使用。
- 1944年11月1日，停止使用。